# Такада, Нобухико
Нобухико Такада (яп. 髙田 延彦 Такада Нобухико, ромадзи Takada Nobuhiko; род. 12 апреля 1962, Иокогама) — японский рестлер и боец смешанного стиля. Он известен по выступлениям в соревнованиях, проводимых организациями Universal Wrestling Federation, Union of Wrestling Force International, New Japan Pro-Wrestling, а также боями под эгидой Pride Fighting Championships. Возглавляет профессиональную реслинговую организацию Hustle.

## Биография
В детстве Нобухико не проявлял интереса к борьбе, а интересовался бейсболом. Такада стал игроком бейсбольной команды «All-Yokohama». Однако, интерес к бейсболу сразу же пропал, как только Nagashima Shigeo, человек на которого ровнялся Такада, ушёл из спорта.
В средних классах Нобухико Такада резко увлёкся борьбой. После окончания средней школы Нобухико начал тренироваться по собственной методике, что привело к тому, что в 1980 году уровень мастерства Такады поднялся настолько, что позволил ему вступить в New Japan Pro-Wrestlimg Doje. Его тренером стал Ёсиаки Фудзивара (яп. 藤原 喜明). Дебютный поединок Нобухико Такады состоялся 9 мая 1981 года против Хонаги Норио. А 11 апреля 1984 года Такада провёл первый бой в новообразованной Всеобщей федерации борьбы (UWF), к которой присоединился вслед за своим учителем Фудзиварой. Федерация просуществовала всего полтора года.
После этого у Такады начался период выступлений в Международной всеобщей федерации борьбы (UWFI). В первом полугодии ему не было равных, а соответственно не было и поражений. Единственный кто претендовал на выигрыш у Нобухико, это Кадзуо Ямадзаки (яп. 藤原 喜明), но торжествовать победу ему так и не довелось. Такаду отличала надёжность действий, техника борьбы, но главным оружием Нобухико Такады являлась боевая техника ног. Именно благодаря ей, Такада не раз молниеносно сокрушал соперников. Такада оставался непобедим до 5 августа 1992 года, когда Гэри Олбрайт победил Такаду нокдауном. В сентябре этого же года Нобухико Такада взял убедительный реванш у Олбрайта и стал лучшим борцом 1992 года, по версии Puroresu.
В 1993 году к UWFI присоединился Супер Вейдер, это означало, что у Такады появился ещё один серьёзный соперник. 5 декабря 1993 года они сошлись на ринге, из которого победителем вышел Нобухико.
В 1994 году проходил UWFI Best of the World Tournament, в котором приняли участие лучшие бойцы UWFI, в том числе и Нобухико Такада. На пути к финалу Такада победил таких соперников, как Кадзуо Ямадзаки, Джин Лайдек, Зангиев и Гэри Олбрайт. В финале Такада сошёлся с Супер Вейдером, бой был очень зрелищным и длился 20 минут. Победителем вышел Super Vader. После турнира был ещё один бой Нобухико Такады с Гэри Олбрайтом, в котором Олбрайт взял реванш за проигрыш в турнире. В этом же году Нобухико Такада женился на Мукаи Аки (яп. 向井亜紀).
20 апреля 1995 года прошёл последний бой Такады против Супер Вейдера. Супер Вейдер проиграл, а Нобухико забрал титул чемпиона в тяжёлом весе.

## Статистика
| Боёв 10  | Побед 2 | Поражений 6 |
| -------- | ------- | ----------- |
| Нокаутом | 0       | 1           |
| Сдачей   | 2       | 4           |
| Решением | 0       | 1           |
| Ничьи    | 2       | 2           |

| Результат | Рекорд | Соперник        | Способ                 | Турнир                              | Дата            | Раунд | Время | Место            | Примечание |
| --------- | ------ | --------------- | ---------------------- | ----------------------------------- | --------------- | ----- | ----- | ---------------- | ---------- |
| Поражение | 0-1    | Хиксон Грейси   | Болевой (armbar)       | PRIDE 1                             | 11 октября 1997 | 1     | 4:47  | Токио, Япония    |            |
| Победа    | 1-1    | Kyle Sturgeon   | Болевой (heel hook)    | PRIDE 3                             | 24 июня 1998    | 1     | 2:18  | Токио, Япония    |            |
| Поражение | 1-2    | Хиксон Грейси   | Болевой (armbar)       | PRIDE 4                             | 11 октября 1998 | 1     | 9:30  | Токио, Япония    |            |
| Победа    | 2-2    | Марк Коулман    | Болевой (heel hook)    | PRIDE 5                             | 29 апреля 1999  | 2     | 1:44  | Токио, Япония    |            |
| Поражение | 2-3    | Марк Керр       | Болевой (kimura)       | PRIDE 6                             | 4 июля 1999     | 1     | 3:04  | Иокогама, Япония |            |
| Поражение | 2-4    | Ройс Грейси     | Единогласное (решение) | PRIDE Grand Prix 2000 Opening Round | 30 января 2000  | 1     | 15:00 | Токио, Япония    |            |
| Поражение | 2-5    | Игорь Вовчанчин | Болевой (punches)      | PRIDE 11                            | 31 октября 2000 | 2     | 3:17  | Осака, Япония    |            |
| Ничья     | 2-5-1  | Мирко Кро Коп   | Ничья                  | PRIDE 17                            | 3 ноября 2001   | 4     | 5:00  | Токио, Япония    |            |
| Ничья     | 2-5-2  | Майк Бернардо   | Ничья                  | Inoki Bom-Ba-Ye 2001                | 31 декабря 2001 | 3     | 3:00  | Сайтама, Япония  |            |
| Поражение | 2-6-2  | Киёси Тамура    | KO (punch)             | PRIDE 23                            | 24 ноября 2002  | 2     | 1:00  | Токио, Япония    |            |